# Vikings: Valhalla
Vikings: Valhalla es una serie de televisión de drama histórico, secuela de Vikings creada por el guionista Jeb Stuart que se emitió entre el 25 de febrero de 2022 y el 11 de julio de 2024. Consta de tres temporadas de ocho capítulos cada una.
La serie está ambientada un siglo después de la serie original y cuenta las historias de algunos de los personajes más destacados en esta época: Leif Erikson, Freydís Eiríksdóttir, Harald Hardrada y el normando Guillermo I el Conquistador.

## Trama
Ambientada un siglo después de las aventuras de Vikings, el final de la era vikinga se acerca cada vez más a medida que Inglaterra se mantiene firme frente a sus invasores nórdicos. Después de la muerte del rey Eduardo el Confesor, tres señores reclaman el trono inglés, cambiando el futuro de Inglaterra para siempre.
Leif Erikson acaba de dirigir un barco de groenlandeses a través del Atlántico norte. Es extremadamente leal a su familia, pero tiene problemas con su padre, Erik el Rojo. Freydís Eiríksdóttir es su media hermana. Una violación por parte de un grupo de vikingos cristianos la ha vuelto violentamente anticristiana y se convierte en la cabecilla y defensora de la religión nórdica antigua contra la creciente marea del cristianismo que está inundando Escandinavia, y buscará un nuevo hogar para su pueblo.
Se siente atraída románticamente por Harald Sigurdsson, un vikingo cristiano bien hablado de una familia real. Acaba de sobrevivir a la Masacre del Día de San Bricio, el intento de genocidio de los escandinavos ordenado por el rey Etelredo II el Indeciso. Harald Sigurdsson es parte de un batallón que está siendo reunido por el rey  Canuto de Dinamarca para vengar la masacre. Es contraatacado en el reino Anglosajón por Emma de Normandía, su sabia reina y el conde Godwin, un ambicioso consejero anglosajón.

## Reparto

### Principal
- Sam Corlett es Leif Erikson
- Frida Gustavsson es Freydís Eiríksdóttir
- Leo Suter es Harald Sigurdsson
- Bradley Freegard es Canuto II "el Grande"
- Jóhannes Haukur Jóhannesson es Olaf "el Santo" Haraldsson
- Caroline Henderson es Jarl Haakon
- Laura Berlin es Emma de Normandía
- Asbjørn Krogh es Jarl Kåre
- David Oakes es Godwin

### Recurrentes
- Lujza Richter es Liv (temporada 1)
- Gavan O'Connor-Duffy es Njal (temporada 1)
- Edward Franklin es Skarde (temporada 1)
- Sam Stafford es Ulf (temporada 1)
- Álfrún Laufeyjardóttir es Yrsa (temporada 1)
- Jack Mullarkey es Toke (temporada 1)
- Kenneth M. Christensen es Jarl Norí
- James Ballanger es Hallbjorn
- Christopher Rygh es Agnarr
- Pääru Oja es Arne Gormsson (temporada 1)
- Jaakko Ohtonen es Johan (temporada 1)
- Robert Mccormack es Tomas (temporada 1)
- Louis Davison es Rey Edmundo II de Inglaterra (temporada 1)
- Gavin Drea es Eadric Streona (temporada 1)
- Asbjørn Krogh Nissen es Jarl Kåre (temporada 1)
- Annabelle Mandeng es Altöra (temporada 1)
- Søren Pilmark es Rey Sweyn Forkbeard
- Henessi Schmidt es Gytha
- Ruben Lawless es Harald Harefoot
- Pollyanna McIntosh es Reina Ælfgifu de Dinamarca

### Invitados
- Bosco Hogan es Rey Aethelred II de Inglaterra
- Julian Seager es Jarl Gorm
- John Kavanagh es The Seer

## Episodios
| Temporada | Temporada | Episodios | Episodios | Emisión original      | Emisión original      |
| --------- | --------- | --------- | --------- | --------------------- | --------------------- |
|           | 1         | 8         | 8         | 25 de febrero de 2022 | 25 de febrero de 2022 |
|           | 2         | 8         | 8         | 12 de enero de 2023   | 12 de enero de 2023   |

### Primera temporada (2022)
| N.º en serie | N.º en temp. | Título                     | Dirigido por      | Escrito por       | Fecha de lanzamiento original |
| --- | ------------ | -------------------------- | ----------------- | ----------------- | ----------------------------- |
| 1 | 1            | «Los groenlandeses»        | Niels Arden Oplev | Jeb Stuart        | 25 de febrero de 2022         |
| En Danelaw, un asentamiento vikingo en Inglaterra, es el día de San Brice y Harald Sigurdsson parte hacia Noruega. Mientras tanto, el rey Aethelred II, soberano de Inglaterra, ordena matar a todos los colonos daneses en Inglaterra, incluido el hermano de Harald, Sten Sigurdsson. El rey Canuto, soberano de Dinamarca, convoca a todos los guerreros vikingos para que se reúnan en Kattegat y formen un ejército para vengarse. Los groenlandeses Leif Erikson y Freydís Eiríksdóttir viajan a Kattegat a través de una gran tormenta, ignorantes de la masacre, mientras Freydís busca vengarse del hombre que la violó y marcó años antes. Pronto descubre al responsable, Gunnar Magnússon, un seguidor del hermanastro mayor de Harald, Olaf Haraldsson, un cristiano devoto que no se fía de los paganos. Más tarde, Leif se defiende debido a la reputación de su infame padre Erik el Rojo y Harald promete gloria si Leif se unía a él en Inglaterra. Más tarde, esa misma noche, Freydís se cuela en el gran salón donde mata a Gunnar. Antes de que un enfurecido Olaf pueda matar a Freydís, el jarl Haakon, gobernante de Kattegat, lo detiene. Harald informa a todos de que la muerte de Gunnar estaba justificada, ya que Freydís muestra una cicatriz cruciforme en su espalda. Haakon afirma que dictará sentencia por la mañana.                                  |              |                            |                   |                   |                               |
| 2 | 2            | «Vikingo»                  | Steve Saint Leger | Jeb Stuart        | 25 de febrero de 2022         |
| En Kattegat, Freydís sugiere un juicio por combate con Olaf, pero se le niega. En su lugar, Harald hace que Leif se reúna con él en Inglaterra para que le ayude a vengarse de los sajones. Freydís se despide de Leif antes de que él y la mayoría de los groenlandeses abandonen Kattegat con el ejército vikingo. Haakon envía a Freydís a Uppsala para que busque su destino. Durante el viaje a Inglaterra, el jarl Gorm, uno de los líderes vikingos, y su hijo Arne Gormsson desconfían de Leif. Más tarde, Gorm le ataca y mata al groenlandés Birger, lo que provoca que Leif mate a Gorm justo cuando llegan a las costas de Inglaterra. En Inglaterra, Aethelred y su consejero Godwin discuten los planes vikingos para una invasión mientras la salud de Aethelred se deteriora. La reina de Inglaterra, Emma de Normandía, visita más tarde a su marido, ahora postrado en cama, quien le advierte de la necesidad de defender Londres. Emma envía a su hijastro y heredero al trono de Inglaterra, el príncipe Edmundo, a pedir ayuda al Ealdorman de Mercia, Eadric Streona. Edmund consigue convencer a Streona para que le proporcione soldados mercianos, pero a su regreso a Londres suenan las campanas que anuncian la muerte de Aethelred. |              |                            |                   |                   |                               |
| 3 | 3            | «Los humedales»            | Steve Saint Leger | Vanessa Alexander | 25 de febrero de 2022         |
| El ejército vikingo saquea Kent, donde se enteran de que Aethelred ha muerto, por lo que ahora ponen sus miras en su hijo. Más tarde, el ejército acampa cerca de Londres, mientras Harald y Leif lideran un grupo de exploración en los pantanos cercanos. Pronto son emboscados por soldados mercios y se ven obligados a retirarse, mientras que el groenlandés Ulf es asesinado y Leif se queda atrás. Harald regresa más tarde y salva a Leif antes de dirigirse al puente de Londres, donde descubren que tiene un puente levadizo en el centro. En Londres, Edmund practica sus habilidades de combate mientras Godwin le enseña que debe ser más despiadado para ganar una batalla real. Edmundo consigue con éxito el apoyo total de los demás Ealdorman que desean adelantar su coronación y Edmundo es coronado oficialmente Rey de Inglaterra. En Suecia, Freydís y otros peregrinos son atacados por un Berserker que mata al groenlandés Toke y hiere gravemente a Yrsa. Freydís mata al atacante y lleva a Yrsa a un sanador antes de continuar su viaje a Uppsala. Más tarde, el zelote cristiano Jarl Kåre encuentra el cuerpo del Berserker y comienza a seguir un rastro de sangre dejado por Yrsa. |              |                            |                   |                   |                               |
| 4 | 4            | «El puente»                | Steve Saint Leger | Declan Croghan    | 25 de febrero de 2022         |
| Los líderes vikingos discuten su inminente asalto a Londres utilizando el puente en su beneficio y atrayendo al rey Edmundo. Mientras tanto, Edmundo discute sus planes para la defensa de Londres con Streona, que flanqueará a los vikingos y los atrapará en el puente. Aunque impresionado por la estrategia del rey, Streona afirma que los mercianos sufrirán grandes pérdidas, pero Edmundo le promete que Mercia se llevará toda la gloria. Cuando el ejército vikingo llega a las afueras de Londres, Canuto se burla de Edmundo para que se lance a la batalla junto a sus soldados, en contra del consejo de Emma y Godwin. Vikingos y sajones luchan hasta que Canuto conduce a los sajones a una emboscada al otro lado del puente. Mientras tanto, Harald, Leif y varios otros consiguen debilitar el puente, atan cuerdas a los soportes y utilizan las lanchas de Olaf para derribarlo. Emma no tarda en darse cuenta y ordena a los arqueros sajones que maten a los saboteadores, que consiguen matar a los groenlandeses Skarde y Njal. Godwin informa a Edmund del inminente derrumbamiento del puente, pero Edmund no consigue cruzarlo a tiempo y queda atrapado mientras el ejército vikingo derrota a los sajones. Streona llega para presenciar la derrota sajona y decide abandonar a Edmundo.                                                                    |              |                            |                   |                   |                               |
| 5 | 5            | «Milagro»                  | Hannah Quinn      | Eoin McNamee      | 25 de febrero de 2022         |
| El ejército vikingo conquista Londres y hace prisioneros a Emma y a otros nobles. Harald intenta vengarse ejecutando a Edmund, pero Canuto se lo impide. Más tarde, éste promete convertir a Harald en rey de Noruega y revela que Olaf tiene un hijo secreto llamado Magnus. Leif descubre que Liv ha sobrevivido a la batalla. Lamenta la muerte de sus compatriotas groenlandeses y les ofrece un funeral vikingo, pero sufre una crisis de fe. Durante un banquete de celebración, Canuto concede a sus guerreros el botín de guerra y libera a Leif de la deuda de su hermana, llamándole héroe. A continuación, Canuto ejecuta a Streona por romper su juramento a Edmund y afirma que se convertirá en el primer rey danés de Inglaterra. También se interesa por Emma y rescata a sus hijos, que habían sido secuestrados por Olaf. En Uppsala, Freydís participa en una ceremonia pagana que le permite echar un vistazo a su pasado. Durante una visión, recibe la visita del Vidente, que le hace una críptica advertencia para que deje de mirar al pasado y siga adelante. Kåre llega a la cabaña de la curandera en busca de venganza y mata a Yrsa. Freydís despierta de su visión y abandona Uppsala. |              |                            |                   |                   |                               |
| 6 | 6            | «La última hija de Upsala» | Hannah Quinn      | Vanessa Alexander | 25 de febrero de 2022         |
| Freydís llega a la cabaña del curandero y se enfrenta a Kåre, quien le dice que avise a Haakon de que viene a por ellos. Más tarde, Freydís se entrena en Kattegat para convertirse en escudera de Altöra, la segunda al mando de Haakon. Haakon le cuenta su propia visión de La Vidente y afirma que Freydís es la "Última Hija de Uppsala". Mientras tanto, Kåre llega a Uppsala y recibe su propia visión misteriosa de La Vidente. Olaf abandona Inglaterra con sus fuerzas y se dirige a Dinamarca mientras Harald y Leif regresan a Kattegat. En Dinamarca, Olaf pide a la esposa mercia de Canuto, la reina Ælfgifu, su apoyo para convertirse en gobernante de Noruega. Las fuerzas de Harald no tardan en llegar a Kattegat, donde se reúnen Freydís, Leif y Liv, ahora los únicos groenlandeses que quedan. Más tarde, Freydís vence a Altöra en combate singular y se convierte oficialmente en escudera, comprometiéndose a proteger Kattegat. En Londres, Canuto nombra consejeros a Godwin y Emma, que le informan de que el Ealdorman está a punto de rebelarse. Canuto revela a los Ealdorman cautivos que les devolverá sus títulos a cambio de su lealtad. Canuto y Emma mantienen más tarde una relación sentimental, pero Canuto se preocupa tras recibir una carta de Dinamarca.                                                                                      |              |                            |                   |                   |                               |
| 7 | 7            | «Decisiones»               | David Frazee      | Declan Croghan    | 25 de febrero de 2022         |
| Kåre envía los cadáveres de los sacerdotes de Uppsala a Kattegat como advertencia. Harald, Leif y Freydís se dirigen a Uppsala y son testigos de las consecuencias de la masacre de Kåre, en la que los supervivientes afirman que el Dios de Kåre le ordenó destruir a todos los paganos. Olaf se reúne con Kåre y forja una alianza para tomar Kattegat en un esfuerzo por unir Noruega. Harald se entera de esto, y sus fuerzas ayudan a Haakon a prepararse para la llegada de Olaf y Kåre. En Londres, Edmund descubre que Canuto ha partido para luchar contra los Vender en Dinamarca, no sin antes casarse en secreto con Emma. El padre de Canuto, el rey Sweyn Forkbeard, llega para gobernar en su lugar con Gytha, la nieta de Forkbeard, como nueva dama de compañía de Emma. Edmund y Forkbeard se enfrentan a Sigeferth, el Ealdorman de Wessex, que más tarde es asesinado por Forkbeard después de insultarlo, y Godwin es nombrado primer Jarl de Wessex. Enfadado por la presencia de Forkbeard, Edmund intenta formar una resistencia, pero Godwin le traiciona tendiéndole una trampa y le apuñala en el corazón, dejando a Canuto como único rey de Inglaterra. Ælfgifu llega a Londres, trayendo consigo la flota de Canuto, y amenaza a Forkbeard con ordenarle que ayude a Olaf y a su conquista.                                                                  |              |                            |                   |                   |                               |
| 8 | 8            | «El fin del comienzo»      | David Frazee      | Eoin McNamee      | 25 de febrero de 2022         |
| Para evitar que Ælfgifu envíe la flota de Canuto a Olaf, Forkbeard destierra a Emma a Normandía. Ælfgifu y Godwin viajan entonces a Mercia y convencen a los mercianos para que apoyen a Forkbeard. Sin embargo, en ausencia de Ælfgifu, Forkbeard localiza la flota de Canuto y Emma recupera el trono de Inglaterra. En Noruega, Harald se reúne con Olaf y decide ponerse de su lado. Sin embargo, le comunica en secreto a Leif el plan de ataque de Olaf, lo que permite a Kattegat prepararse mejor. La batalla por Kattegat comienza, cuando las fuerzas de Kåre atacan las murallas de la ciudad. Haakon es alcanzada por una andanada de flechas y sucumbe a sus heridas, mientras que Altöra y Arne son asesinados por los seguidores de Kåre. Obsesionado con matar a Freydís, Kåre la persigue hasta el gran salón, pero ella lo decapita. El plan de Olaf se revela como una treta para dividir las fuerzas de Kattegat. Cuando las fuerzas de Olaf llegan a Kattegat, Olaf hiere mortalmente a Liv y ella muere en brazos de Leif. Harald es herido durante la batalla, pero Freydís acude en su ayuda. Olaf reclama la victoria, pero Forkbeard llega con la flota de Canuto y las fuerzas de Olaf abandonan rápidamente Kattegat. El nieto de Forkbeard, Harald Harefoot, descubre a varios de los seguidores de Kåre masacrados y a un enfurecido Leif cubierto de sangre. |              |                            |                   |                   |                               |

### Segunda temporada (2023)
| N.º en serie | N.º en temp. | Título               | Dirigido por    | Escrito por | Fecha de lanzamiento original |
| --- | ------------ | -------------------- | --------------- | ----------- | ----------------------------- |
| 9 | 1            | «La red del destino» | Ciaran Donnelly | Jeb Stuart  | 12 de enero de 2023           |
| Tras la batalla de Kattegat, las fuerzas de Forkbeard salen victoriosas y Olaf y sus hombres son capturados. Leif busca a Olaf con la esperanza de vengarse por la muerte de Liv y, mientras está en Kattegat, se encuentra con Jorundr, un extraño que le reconoce. Para evitar su propia ejecución, Olaf y Forkbeard llegan a un acuerdo que mantiene con vida al hijo de Olaf, Magnus, ahora capturado, a cambio de que Olaf ayude al hijo de Canuto, Svein Knutsson, a gobernar como rey de Noruega. Las fuerzas de Forkbeard abandonan Kattegat. En Inglaterra, Godwin se preocupa por la seguridad de Emma debido a la continua ausencia de Canuto y evita con éxito un intento de asesinato. Mientras tanto, Freydis y Harald se esconden y se enteran de que muchos paganos ahora veneran a Freydis, mientras que los Jomsvikings los llevan a Jomsborg por seguridad. Pronto se reúnen con Leif, que había rastreado a los cazarrecompensas enviados para matar a Harald. Jorundr, que ha seguido a Leif, es también un Jomsviking y acepta ayudarles a escapar. Logran eludir a las fuerzas de Olaf y son rescatados por los palangreros de Jorundr, y Freydis revela a Leif que está embarazada de Harald. Harald y Leif parten con la esperanza de obtener ayuda del tío de Harald en Novgorod para derrotar a Olaf, mientras Freydis navega hacia Jomsburgo. |              |                      |                 |             |                               |

| N.º en serie | N.º en temp. | Título         | Dirigido por    | Escrito por    | Fecha de lanzamiento original |
| --- | ------------ | -------------- | --------------- | -------------- | ----------------------------- |
| 10 | 2            | «Torres de fe» | Ciaran Donnelly | Declan Croghan | 12 de enero de 2023           |
| En Noruega, Olaf persigue a los paganos fugitivos y hace que Svein mate a uno. Al regresar a Kattegat, Olaf se reúne con Ælfgifu, quien se preocupa por la seguridad de Svein, ya que Olaf quiere abandonar Noruega para dar caza a los jomsvikingos. En Inglaterra, Godwin tortura al asesino capturado, pero más tarde es asesinado para evitar que Godwin sepa quién está detrás de la conspiración para matar a Emma. En Jomsburgo, Freydis llega y conoce a sus gobernantes, Lord Harekr y Lady Gutrid, que esperan convertir Jomsburgo en una "nueva Uppsala" con Freydis como su gyðja. En Novgorod, Leif y Harald llegan y se reúnen con el tío de Harald, el Gran Príncipe Yaroslav el Sabio, y Lord Vitomir. Sin embargo, Yaroslav se niega a ayudar a Harald para que pueda seguir comerciando con el imperio de Canuto mientras la ruta comercial a Constantinopla está bloqueada por los pechenegos. Leif conoce a Mariam, una fabricante de astrolabios, y tiene alucinaciones de Liv. Con la esperanza de comprar un ejército con oro, Harald lucha contra el guerrero africano Kaysan, pero a pesar de la victoria de Harald, éste y su compañero Batu huyen con las ganancias. Vitomir accede a pagar a Harald para que escolte un valioso cargamento más allá de los pechenegos. En un intento por volver a ver a Liv, Leif toma opio pero, tras casi caer al vacío, se desmaya. |              |                |                 |                |                               |

| N.º en serie | N.º en temp. | Título                 | Dirigido por    | Escrito por       | Fecha de lanzamiento original |
| --- | ------------ | ---------------------- | --------------- | ----------------- | ----------------------------- |
| 11 | 3            | «Partes de los dioses» | Monika Mitchell | Vanessa Alexander | 12 de enero de 2023           |
| Leif despierta en el lugar de Mariam, rescatada del frío, y descubre que padece una enfermedad terminal. Harald se reúne con Gestr, un traficante de esclavos, y acepta proteger su barco en el viaje a Constantinopla, pero primero debe encontrar una tripulación. Recluta al guerrero Kayan, al estafador Batu y al ciego Pecheneg Kurya, que puede guiarles por el río Dniéper. Leif invita a Miriam a unirse a ellos, mientras que Vitomir y su sirvienta Eleana se unen a la tripulación portando un valioso cofre de plata. Juntos, la tripulación abandona Nóvgorod en un trineo pero, durante el viaje, uno de los esclavos del Gestr muere de frío. En Inglaterra, Emma descubre que Aelfwynn, una de sus damas de compañía y amante de Godwin, es la hermana del asesino y que éste le ha propuesto matrimonio. En Jomsburgo, muchos de los paganos rescatados cuyos antepasados no son de Jomsburgo son obligados a trabajar mientras Harekr se va de incursión, dejando a su sobrino Jorundr al mando. Hrefna, una joven que idolatra a Freydis, es engañada por Jorundr para que viaje sola a un cementerio cercano para demostrar su valía. Freydis encuentra a Hrefna herida y la defiende de un jabalí, antes de devolverla a casa. |              |                        |                 |                   |                               |

| N.º en serie | N.º en temp. | Título        | Dirigido por    | Escrito por  | Fecha de lanzamiento original |
| --- | ------------ | ------------- | --------------- | ------------ | ----------------------------- |
| 12 | 4            | «El deshielo» | Monika Mitchell | Eoin McNamee | 12 de enero de 2023           |
| En la Rus de Kiev, la tripulación continúa su viaje por el río helado hasta que éste se rompe y el trineo queda atrapado. Aunque el trineo se libera, el dique de hielo que mantenía congelado el río se ha descongelado. La tripulación se ve obligada a liberar el bote del trineo, pero después de que Eleana y Vitomir caigan a través del hielo, sólo Elaena puede salvarse a tiempo y Vitomir se ahoga. En Kattegat, Olaf recibe la noticia de que Harald se ha reunido con su tío en Novgorod y planea viajar allí con Svein, quien sospecha de Olaf después de que éste se involucre sentimentalmente con Ælfgifu. En Inglaterra, Emma encarcela a Aelfwynn y ésta es torturada por Agnarr para obtener información sobre su hermano y Godwin. Aelfwynn revela que Godwin desea que sus hijos gobiernen Inglaterra mientras ella sucumbe a sus heridas. Emma informa a Godwin de la muerte de Aelfwynn y Gytha confía en él. En Jomsburgo, Gutrid reprende a Jorundr por mezclarse con los paganos de las afueras de Jomsburgo mientras sospecha de Freydis, ahora embarazada. Harekr regresa de una incursión y, enfadado por las acciones de Freydis, envía a sus jomsvikingos a masacrar a los refugiados, ya que considera que el pueblo de Jomsberg es superior a ellos, y encarcela tanto a Jorundr como a Freydis. |              |               |                 |              |                               |

| N.º en serie | N.º en temp. | Título                   | Dirigido por | Escrito por   | Fecha de lanzamiento original |
| --- | ------------ | ------------------------ | ------------ | ------------- | ----------------------------- |
| 13 | 5            | «Nacer y volver a nacer» | Jan Matthys  | Niall Queenan | 12 de enero de 2023           |
| Encarcelada en Jomsberg, Freydis da a luz a un hijo, al que llama Harald. Al enterarse, Harekr roba al niño y lo reclama como suyo, lo que enfurece al descuidado Jorundr. Harekr le dice entonces a Jorundr que mate a Freydis para recuperar su confianza. Sin embargo, Jorundr ayuda a rescatar al bebé Harald y finge la muerte de Freydis antes de huir de Jomsberg. Harekr no tarda en interceptarlos y Freydis huye sola. En Inglaterra, Emma se siente culpable por haber causado la muerte de Aelfwynn mientras Godwin y Gytha la lloran. Agnarr informa a Emma de que Godwin pagó una gran suma de dinero a un hombre conocido como "El Oso" días antes de su intento de asesinato. En el río Dniéper, el timón del barco se rompe, obligando a la tripulación a detenerse. Leif y Harald viajan a unas ruinas cercanas y forjan un nuevo timón mientras Leif revela que Freydis estaba embarazada. Un solitario viajero varanguiano, Baggi, descubre el barco encallado y reconoce a Kurya como el hermano caído en desgracia del Khan Pecheneg. Un paranoico Gestr es entonces derrocado por el resto de la tripulación. Baggi regresa con varias personas más, y pronto luchan con la tripulación. Cuando Leif y Harald regresan, Baggi y los varangios son asesinados y los esclavos de Gestr le apuñalan hasta la muerte. |              |                          |              |               |                               |

| N.º en serie | N.º en temp. | Título        | Dirigido por | Escrito por   | Fecha de lanzamiento original |
| ------------ | ------------ | ------------- | ------------ | ------------- | ----------------------------- |
| 14           | 6            | «Salto de fe» | Jan Matthys  | Niall Queenan | 12 de enero de 2023           |

| N.º en serie | N.º en temp. | Título       | Dirigido por | Escrito por       | Fecha de lanzamiento original |
| ------------ | ------------ | ------------ | ------------ | ----------------- | ----------------------------- |
| 15           | 7            | «Pechenegos» | Emer Conroy  | Vanessa Alexander | 12 de enero de 2023           |

| N.º en serie | N.º en temp. | Título              | Dirigido por | Escrito por    | Fecha de lanzamiento original |
| ------------ | ------------ | ------------------- | ------------ | -------------- | ----------------------------- |
| 16           | 8            | «Ajuste de cuentas» | Emer Conroy  | Declan Croghan | 12 de enero de 2023           |

## Recepción
En el sitio web Rotten Tomatoes la serie tiene una calificación de aprobación del 89%, con una calificación promedio de 7/10, según 28 reseñas. El consenso crítico del sitio web dice: "Deleitándose con la gloria de la narración directa de aventuras, Valhalla es una muy buena dramatización de las conquistas de Leif Eriksson". Metacritic le otorgó una puntuación promedio ponderada de 70 sobre 100 según las reseñas de 13 críticos, lo que indica "críticas generalmente favorables".